# 팔로우드
팔로우드(Followed)는 미국에서 제작된 앙트완 르 감독의 2018년 공포 영화이다.

## 출연

### 주연
- 매튜 솔로몬 : 마이크 역
- 존 세비지 : 월로스 역
- 샘 발렌타인 : 대니 역
- 팀 드라이어 : 크리스토퍼 역

### 조연
- 사라 창 : 메건 킴 역
- 시마즈 테루미 : 메건 킴의 어머니 역
- 인디아 애덤스 : 조이스 역
- 블랑카 블랑코 : 베스 역

## 기타
- 수입:  콘텐츠패밀리

## 같이 보기
- 인터넷 유명인
- 도시전설
- 케이시 네이스탯
- 유튜버 목록